# Anormogomphus kiritshenkoi
Anormogomphus kiritshenkoi – gatunek ważki z rodziny gadziogłówkowatych (Gomphidae). Występuje w Indiach, Pakistanie, Afganistanie, Iranie, Iraku, Turcji i kilku państwach Azji Środkowej.